# 2-乙氧羰基-1-甲基乙烯基甲基膦酸環己酯
2-乙氧羰基-1-甲基乙烯基甲基膦酸環己酯是一种剧毒有机磷神经性毒剂。它是乙酰乙酸乙酯的环己基甲基膦酸酯。这个化合物有两个同分异构体，一个顺式，一个反式，其中反式异构体毒性更强。